# دلروی فاسی
دلروی فاسی (انگلیسی: Delroy Facey؛ زادهٔ ۲۲ آوریل ۱۹۸۰) بازیکن فوتبال اهل بریتانیا است.
از باشگاه‌هایی که در آن بازی کرده‌است می‌توان به باشگاه فوتبال هرفورد یونایتد، باشگاه فوتبال وست برومویچ آلبیون، باشگاه فوتبال آلبیون اسپورتس، باشگاه فوتبال ترانمره راورز، باشگاه فوتبال اولدهام اتلتیک، باشگاه فوتبال روترهام یونایتد، باشگاه فوتبال هال سیتی، باشگاه فوتبال بولتون واندررز، باشگاه فوتبال گیلینگام، باشگاه فوتبال هادرزفیلد تاون، باشگاه فوتبال لینکولن سیتی، باشگاه فوتبال وایکام واندررز، باشگاه فوتبال نوتس کانتی، باشگاه فوتبال برنلی، و باشگاه فوتبال برادفورد سیتی اشاره کرد.
وی همچنین در تیم ملی فوتبال گرنادا بازی کرده‌است.